# Zborul 128 al Carpatair
Incidentul aviatic s-a produs la data de 28 februarie 2009 ora 09.44 (GMT+2). Un avion tip Saab 2000, aparținând companiei Carpatair a aterizat de urgență pe aeroportul din Timișoara, din cauză că roata din față a trenului de aterizare nu s-a deschis.
Incidentul nu s-a soldat cu victime, toți cei 47 de pasageri și 4 membri ai echipajului scăpând cu viață.
Zborul 128 al Carpatair opera pe ruta Chișinău, Moldova - Timișoara, România și, conform graficului de zbor, acesta trebuia să aterizeze la ora 08.05 .
Aparatul a survolat mai bine de o oră orașul Timișoara, trecând de două ori prin dreptul turnului de control, operatorii de trafic confirmând că avionul nu are trenul de aterizare din față coborât. După consumarea combustibilului, avionul a aterizat pe pista aeroportului la ora 09.44, pe un covor de spumă, pentru a reduce riscul unui incendiu. Activitatea aeroportului a fost reluată în jurul orei 12.00 (GMT+2).
În urma aterizării reușite, piloții Leonid Babivschi (47 de ani) și Iurie Oleacov (37 de ani) au fost decorați de Vladimir Voronin cu Ordinul de Onoare.